# Lahontan (Pyrénées-Atlantiques)
Lahontan település Franciaországban, Pyrénées-Atlantiques megyében. Lakosainak száma 531 fő (2022. január 1.). Lahontan Habas, Labatut, Saint-Cricq-du-Gave, Sorde-l’Abbaye, Bellocq, Carresse-Cassaber, Puyoô és Salies-de-Béarn községekkel határos.

## Népesség
A település népességének változása:
| Lakosok száma | 486  | 494  | 515  | 514  | 515  | 517  | 522  | 526  | 531  |
|               | 2013 | 2015 | 2016 | 2017 | 2018 | 2019 | 2020 | 2021 | 2022 |